# Psyllocarpus cururuensis
Psyllocarpus cururuensis är en måreväxtart som beskrevs av Joseph Harold Kirkbride. Psyllocarpus cururuensis ingår i släktet Psyllocarpus och familjen måreväxter. Inga underarter finns listade i Catalogue of Life.